# オーバーボード
『オーバーボード』（Overboard）は2018年にアメリカ合衆国で公開されたロマンティック・コメディ映画である。監督はロブ・グリーンバーグ、主演はエウヘニオ・デルベスとアンナ・ファリスが務めた。本作は1987年に公開された映画『潮風のいたずら』をリメイクした作品であり、導入部に同作をオマージュする台詞がある。本作は日本国内で劇場公開されなかったが、Amazonでの配信が行われている。

## 概略
ケイトは労働者階級の出身で、女手一つで3人の子供を育てていた。ある日、ケイトはヨットの清掃員として雇用されることになった。ヨットの所有者であるレオナルドはプレイボーイであり、金持ち特有の嫌みったらしさが滲み出ていた。ケイトは傲慢なレオナルドに耐えていたが、理不尽な理由で解雇されてしまった。その後間もなくして、ケイトはレオナルドがヨットから転落して記憶喪失になったという話を耳にした。未払いになった賃金を取り戻すべく、ケイトはレオナルドが入院する病院へと直行した。そして、記憶があやふやになっているレオナルドに向かって「貴方は私の夫だった」という嘘を吹き込んだ。それを信じ込んだレオナルドはケイトの家で育児を担当することになったが、慣れない家事に悪戦苦闘することになった。
時が経つにつれて、レオナルドは家事をマスターし、子供たちとも仲良くなっていった。その様子を見ていたケイトは嘘をついたことに罪悪感を覚える一方、いつレオナルドに真実を明かすべきか頭を悩ませるのだった。

## キャスト
※括弧内は日本語吹き替え
- エウヘニオ・デルベス - レオナルド・デ・ラ・モンテネグロ（多田野曜平）
- アンナ・ファリス - ケイト・サリヴァン（吉田麻実）
- エヴァ・ロンゴリア - テレサ
- ジョン・ハナー - コリン
- スージー・カーツ - グレイス
- メル・ロドリゲス - ボビー
- ハナー・ノールベルグ - エミリー・サリヴァン
- アリヴィア・アリン・リンド - オリヴィア・サリヴァン
- ペイトン・レピンスキー - モリー・サリヴァン（飯沼南実）
- セシリア・スアレス - マグダリーナ
- マリアナ・トレビーニョ - ソフィア

## 製作
2017年3月、エウヘニオ・デルベスとアンナ・ファリスが『潮風のいたずら』のリイマジネーション版に出演するとの報道があった。5月、本作の主要撮影がカナダのバンクーバーで始まった。25日、エヴァ・ロンゴリアがキャスト入りした。

## 公開・興行収入
当初、本作は2018年4月20日に全米公開される予定だった。しかし、2018年1月、本作の全米公開日が同年4月13日に前倒しされると報じられた。3月、同日に公開される『アベンジャーズ/インフィニティ・ウォー』との競合を避けるべく、本作の全米公開日が同年5月4日に再設定されたとの報道があった。
本作は『悪夢の逃避行』や『タリーと私の秘密の時間』と同じ週に封切られ、公開初週末に1200万ドル前後を稼ぎ出すと予想されていたが、実際の数字はそれを上回るものであった。2018年5月4日、本作は全米1623館で公開され、公開初週末に1471万ドルを稼ぎ出し、週末興行収入ランキング初登場2位となった。

## 評価
本作に対する批評家の評価は芳しいものではない。映画批評集積サイトのRotten Tomatoesには50件のレビューがあり、批評家支持率は30%、平均点は10点満点で4.3点となっている。サイト側による批評家の見解の要約は「『オーバーボード』は極めてチャーミングなアンナ・ファリスを無駄遣いして―しかも、必ずしも名作とは言えない映画をリメイクしている―オリジナルの低い水準にすら達しないリメイクを観客に提供した。」となっている。また、Metacriticには23件のレビューがあり、加重平均値は45/100となっている。なお、本作のCinemaScoreはA-となっている。